# 1999 BG11
1999 BG11 är en asteroid i huvudbältet som upptäcktes den 20 januari 1999 av OCA–DLR Asteroid Survey (ODAS).